# 빌렌역
빌렌역(독일어: Bahnhof Wilen)은 헤리자우 빌렌역으로도 알려져 있으며, 스위스 아펜첼아우서로덴주에 있는 헤리자우 자치제에 있는 역이다. 1,000mm 미터궤 아펜첼 철도의 고사우–바서라우엔선에 있다.

## 서비스
2020년 12월 시간표 변경에 따라 빌렌에서 다음 서비스가 정차한다.
- 장크트갈렌 S-반
  - S23 : 고사우 SG와 바서라우엔 사이를 30분 간격으로 운행한다.